# إنجلوود
إنجلوود (أوهايو) (بالإنجليزية: Englewood, Ohio)‏ هي مدينة تقع في الولايات المتحدة في مقاطعة منتغامري، أوهايو. يقدر عدد سكانها بـ 13,465 نسمة ومساحتها 17.07 كم2 وترتفع عن سطح البحر 278.9 متر.

## التركيبة السكانية
قام مكتب تعداد الولايات المتحدة بتحديد بيانات التركيبة السكانية لإنجلوودفي تعداد الولايات المتحدة. في ما يلي، التركيبة السكانية حسب تعدادي 2000 و2010.

### تعداد عام 2000
بلغ عدد سكان إنجلوود 12,235 نسمة بحسب تعداد عام 2000، وبلغ عدد الأسر 5,062 أسرة وعدد العائلات 3,442 عائلة مقيمة في المدينة. في حين سجلت الكثافة السكانية 1,865.1 نسمة لكل ميل مربع (720.1/كم2). وبلغ عدد الوحدات السكنية 5,310 وحدة بمتوسط كثافة قدره 809.4 نسمة لكل ميل مربع (312.5/كم2).
وتوزع التركيب العرقي للمدينة بنسبة 92.51% من البيض و 0.21% من الأمريكيين الأصليين و 1.30% من الأمريكيين ذوي الأصول الآسيوية و 0.02% من سكان جزر المحيط الهادئ و 4.61% من الأمريكيين الأفارقة و 0.98% من عرقين مختلطين أو أكثر.
بلغ عدد الأسر 5,062 أسرة كانت نسبة 31.0% منها لديها أطفال تحت سن الثامنة عشر تعيش معهم، وبلغت نسبة الأزواج القاطنين مع بعضهم البعض 55.0% من أصل المجموع الكلي للأسر، ونسبة 9.6% من الأسر كان لديها معيلات من الإناث دون وجود شريك، وكانت نسبة 32.0% من غير العائلات. تألفت نسبة 27.7% من أصل جميع الأسر من أفراد ونسبة 11.9% كانوا يعيش معهم شخص وحيد يبلغ من العمر 65 عاماً فما فوق. وبلغ متوسط حجم الأسرة المعيشية 2.91، أما متوسط حجم العائلات فبلغ 2.38.
بلغ العمر الوسطي للسكان 39 عاماً. وكانت نسبة 24.1% من القاطنين تحت سن الثامنة عشر، وكانت نسبة 7.0% بين الثامنة عشر والأربعة وعشرون عاماً، ونسبة 27.6% كانت واقعةً في الفئة العمرية ما بين الخامسة والعشرون حتى والأربعة وأربعون عاماً، ونسبة 24.8% كانت ما بين الخامسة والأربعون حتى الرابعة والستون، ونسبة 16.5% كانت ضمن فئة الخامسة والستون عاماً فما فوق. يوجد لكل 100 أنثى 89.3 ذكر، ويوجد لكل 100 أنثى في الثامنة عشر من عمرها فما فوق 86.0 ذكر.
بلغ متوسط دخل الأسرة في المدينة 46,920 دولار، أما متوسط دخل العائلة فبلغ 60,978 دولار. وكان متوسط دخل الذكور 41,312 دولار مقابل 31,647 دولار للإناث. وسجل دخل الفرد الخاص بالمدينة 22,792 دولار. وكانت نسبة 2.3% من العائلات ونسبة 5.1% من السكان تحت خط الفقر، وكان من هؤلاء نسبة 5.9% تحت سن الثامنة عشر ونسبة 5.2% في الخامسة والستين من العمر وما فوق.

### تعداد عام 2010
بلغ عدد سكان إنجلوود 13,465 نسمة بحسب تعداد عام 2010، وبلغ عدد الأسر 5,555 أسرة وعدد العائلات 3,687 عائلة مقيمة في المدينة. في حين سجلت الكثافة السكانية 2,055.7 نسمة لكل ميل مربع (793.7/كم2). وبلغ عدد الوحدات السكنية 5,898 وحدة بمتوسط كثافة قدره 900.5 لكل ميل مربع (347.7/كم2).
وتوزع التركيب العرقي للمدينة بنسبة 82.3% من البيض و 0.2% من الأمريكيين الأصليين و 1.6% من الأمريكيين ذوي الأصول الآسيوية و 0.1% من سكان جزر المحيط الهادئ و 12.9% من الأمريكيين الأفارقة و 2.3% من عرقين مختلطين أو أكثر.
بلغ عدد الأسر 5,555 أسرة كانت نسبة 31.0% منها لديها أطفال تحت سن الثامنة عشر تعيش معهم، وبلغت نسبة الأزواج القاطنين مع بعضهم البعض 50.6% من أصل المجموع الكلي للأسر، ونسبة 12.0% من الأسر كان لديها معيلات من الإناث دون وجود شريك، بينما كانت نسبة 3.8% من الأسر لديها معيلون من الذكور دون وجود شريكة وكانت نسبة 33.6% من غير العائلات. تألفت نسبة 29.4% من أصل جميع الأسر من أفراد ونسبة 12.6% كانوا يعيش معهم شخص وحيد يبلغ من العمر 65 عاماً فما فوق. وبلغ متوسط حجم الأسرة المعيشية 2.93، أما متوسط حجم العائلات فبلغ 2.37.
بلغ العمر الوسطي للسكان 42.1 عاماً. وكانت نسبة 23% من القاطنين تحت سن الثامنة عشر، وكانت نسبة 6.9% بين الثامنة عشر والأربعة وعشرون عاماً، ونسبة 23.7% كانت واقعةً في الفئة العمرية ما بين الخامسة والعشرون حتى والأربعة وأربعون عاماً، ونسبة 27.1% كانت ما بين الخامسة والأربعون حتى الرابعة والستون، ونسبة 19.2% كانت ضمن فئة الخامسة والستون عاماً فما فوق. وتوزع التركيب الجنسي للسكان بنسبة 46.6% ذكور و53.4% إناث.

## المدن التوأمة
مدينة بيلربك هي مدينة توأمة لـإنجلوود (أوهايو).